# Royal Racing Club de Bruxelles (football)
Pour le club omnisports, voir Royal Racing Club de Bruxelles.
Maillots
Dernière mise à jour : 7 mars 2012.

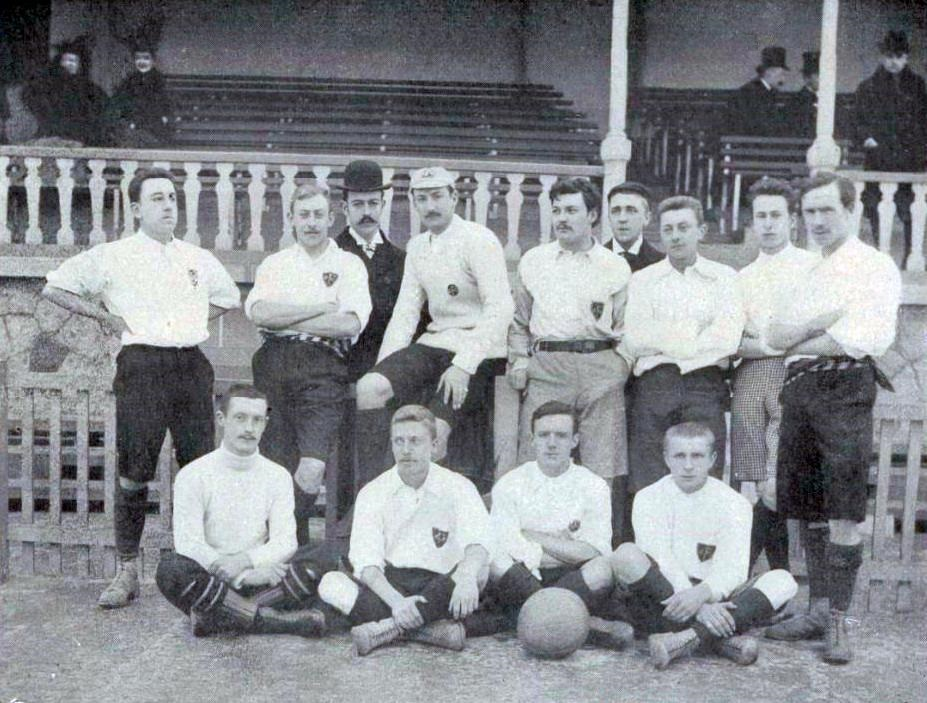
Le Racing-Club de Bruxelles en 1897.

Le Royal Racing Club de Bruxelles est un ancien club de football belge, localisé à Bruxelles. Fondé en 1890 comme club d'athlétisme, la section football ouvre en 1894.
L'année suivante, il fait partie des membres fondateurs de l'Union Belge, dont il domine les premières années du championnat, remportant 6 titres sur les 13 premières saisons disputées. Il est également le vainqueur de la première Coupe de Belgique en 1912. Après la Première Guerre mondiale, le club passe les saisons entre la première et la troisième division, ne parvenant jamais à retrouver son lustre d'antan. En 1963, en proie à des difficultés financières, il fusionne avec le White Star.

## Histoire

### Les années fastes: avant la première guerre mondiale
Le Racing Club de Bruxelles est fondé en 1890 à Koekelberg, et est à l'origine un club d'athlétisme. En 1894, il lance une section football, qui dispute d'abord des rencontres amicales contre d'autres clubs bruxellois comme le Sporting Club de Bruxelles ou le Leopold Club Bruxelles. Le 1er septembre 1895, il fait partie des 10 clubs fondateurs de la Fédération belge de football, et prend part au premier championnat de Belgique. Il remporte la deuxième édition en 1897, et réalise ensuite un quadruplé (quatre titres de rang) entre 1900 et 1903. Entre-temps, le club déménage au Stade du Vivier d'Oie, à Uccle. Il est ensuite éclipsé par la montée en puissance de l'Union Saint-Gilloise, qui réalise également un quadruplé. Le Racing remporte un sixième titre en 1908. Ce sera son dernier. En 1912, la fédération lance la Coupe de Belgique, dont le Racing remporte la première édition. Ce sera sa seule victoire dans la compétition.

### Club "ascenseur": l'entre deux guerres
Après la Première Guerre mondiale, le club ne joue plus les premiers rôles en championnat. Il se maintient en Division d'Honneur grâce au gel des divisions lors de la première saison après le conflit, mais ne peut échapper à la relégation en 1925. Il est le dernier "club fondateur" à quitter la plus haute division, après y avoir passé 25 saisons consécutives. Le club remporte le championnat de Promotion et revient directement parmi l'élite après une saison. La même année, il reçoit le matricule 6. Il y joue quatre saisons, terminant toujours dans la deuxième moitié du classement, avant de rechuter d'un étage en 1930. Le club met deux saisons pour remonter, mais doit déjà redescendre deux ans plus tard. En 1937, il est même relégué en Promotion, devenu le troisième niveau national, où il reste un an. Le Racing remonte une saison en Division d'Honneur pendant la Seconde Guerre mondiale mais redescend aussitôt.

### Le chant du cygne: après la seconde guerre mondiale
Après le conflit, la fédération décide d'annuler les relégations survenues pendant les championnats de guerre, mais maintient les montées. Cela permet au Racing, alors en Division 1, de rejouer en Division d'Honneur. Les deux premières saisons du club sont bonnes, terminant 4e puis 5e, mais les cinq suivantes le sont moins, le club terminant avant-dernier en 1952, place synonyme de relégation. Après deux ans, il revient une saison parmi l'élite, mais redescend directement. Le club ne reviendra plus jamais au plus haut niveau national. Le Racing est même à nouveau relégué en Division 3 deux ans plus tard. Il passe ensuite deux ans en D3, deux ans en D2, et deux ans en D3.
En 1948, le Racing déménage au Stade des Trois Tilleuls à Watermael-Boitsfort, qui permet d'accueillir jusqu'à 40000 spectateurs. La grande équipe du Torino vient jouer un match amical pour l'inauguration du stade. Mais six ans plus tard, le club est obligé de quitter le stade à la suite d'un conflit avec l'administration communale. Il trouve alors refuge au Heysel, où il joue devant des gradins vides.

### «Pseudo Fusion» avec le White Star AC
Autant le dire directement, la seule chose qui n'ait pas lieu, entre le « Racing » et le « White Star », c'est une fusion officielle, légale  et règlementaire. 
Nous sommes en juin 1963, et le paysage du football bruxellois a bien changé par rapport à la première moitié du XXe siècle. Discret avant la Seconde Guerre mondiale, le RSC Anderlechtois (matricule 35) domine désormais le football belge. Le Daring (matricule 2) et l'Union (matricule 10) tentent de se maintenir tant bien que mal en D1. Le Crossing de Molenbeek (matricule 55) végète en D2. Par contre, le Racing (matricule 6) et le White Star (matricule 47) sont au bord du gouffre qui a déjà aspiré d'autres clubs de la capitale comme le RCS La Forestoise (matricule 51), Uccle Sport (matricule 15) ou le Léopold Club (matricule 5).
Un riche homme d’affaires bruxellois, Monsieur Emile Michiels entre alors dans le giron du football. Il devient membre du conseil d’administration du Racing Bruxelles et d'un autre petit club, le R. FC La Rhodienne (matricule 1274). Mais, par après, il rachète la majorité des parts du White Star et en devient donc propriétaire. Henri Mabille, administrateur du Racing, est très déçu du choix opéré par Michiels mais lance tout de même l'idée d'une fusion. Les dirigeants discutent âprement et un accord est finalement trouvé. La fusion va avoir lieu.
Monsieur Henri Mabille et les dirigeants du Racing CB (en Division 3 à ce moment) souhaitent conserver le matricule 6 mais le White Star, porteur du matricule 47, évolue en Division 2, et c'est donc son matricule qui prévaut. En ce qui concerne la tenue des n° de matricule en cas de fusion de club, nous sommes à une époque intermédiaire. Jusqu'au 1er août 1962, si deux ou plusieurs cercles fusionnent, il y a d'abord démission des matricules existants (ils sont radiés) et création d'un nouveau matricule pour l'entité formée. À partir du 10 juillet 1964, les cercles qui fusionnent doivent conserver un des anciens matricules.
Plutôt qu'une long paragraphe explicatif, voici ci-après, une présentation schématique de ce qui est entrepris pour « sauver le matricule 6 » d'une radiation annoncé.

#### Situation le19 juin1963
- matricule 6 = R. Racing CB.
- matricule 47 = R. White Star AC.
- matricule 1274 = R. FC La Rhodienne.

#### Situation le20 juin1963
- matricule 6 = R. Racing CB.
- matricule 47 = R. White Star AC
- matricule 1274 = R. FC La Rhodienne change son appellation et devient SC St-Genesius-Rode.

#### Situation le21 juin1963
- matricule 6 = R. Racing CB change son appellation et devient R. FC La Rhodienne.
- matricule 47 = R. White Star AC
- matricule 1274 = SC St-Genesius-Rode.

#### Situation le22 juin1963
- matricule 6 = R. FC La Rhodienne.
- matricule 47 = R. White Star AC
- matricule 1274 = SC St-Genesius-Rode change son appellation et devient R. Racing CB.

#### Situation le23 juin1963
- matricule 1274, le R. Racing CB club de Promotion (à l'époque équivalent D4) demande sa rétrogradation en séries provinciales.

#### Situation le10 juillet1963
- matricule 6 = R. FC La Rhodienne.
- matricule 47 = R. White Star AC change son appellation et devient R. Racing White.
- matricule 1274 = R. Racing CB.

Rien n'interdisant règlementairement le montage effectué, l'Union Belge n'a d'autre choix que de le valider. Mais ne voulant plus que cela se reproduise, l'URBSFA lors de son Assemblée Générale suivante adapte son règlement fédéral et plus particulièrement son Article XII en stipulant: « l'obligation faite aux cercles des porter la même appellation pendant dix ans ». Plus tard, ce texte est adapté en obligeant aussi les clubs à attendre 10 ans avant de reprendre une ancienne appellation (quelle qu'elle soit). Un délai qui, au début du XXIe siècle, est réduit à 5 ans.
Le matricule 1274 est démissionné des registres de l'URBSFA en date du 15 juillet 1965.

### Le «Racing Club de Bruxelles» de nos jours
Le 28 août 1985, un nouveau club est fondé avec le nom Racing Club de Bruxelles. Il rejoint l'URBSFA le 10 décembre 1985 et reçoit le n° de matricule 9012. Quatre ans plus tard, le 1er juillet 1989, il fusionne avec le Cercle Sportif Watermael (créé en 1972), porteur du matricule 7759. Le cercle formé conserve le nom de Racing Club de Bruxelles mais le matricule du « CSW ». En même temps, le n°9012 est démissionné.
Après deux ans, soit le 1er juillet 1991, le matricule 7759 fusionne avec le R. RC Boitsfort, porteur du matricule 556 et occupant alors le Stade des Trois Tilleuls, ancien fief du Racing CB - matricule 6. L'entité formée en 1991 prend le nom de Royal Racing Club de Bruxelles sous le n° de matricule 556. Le 1er juillet 2004, le matricule 556 modifie à nouveau son nom en Royal Racing Club de Boitsfort. Qui évolue actuellement en provincial 2.
Le 12 mai 2005, est fondé le Racing Club de Bruxelles 1891 qui se voit attribuer le n° de matricule 9473. Ce club cesse d'exister au 1er juillet 2008

## Résultats dans les divisions nationales

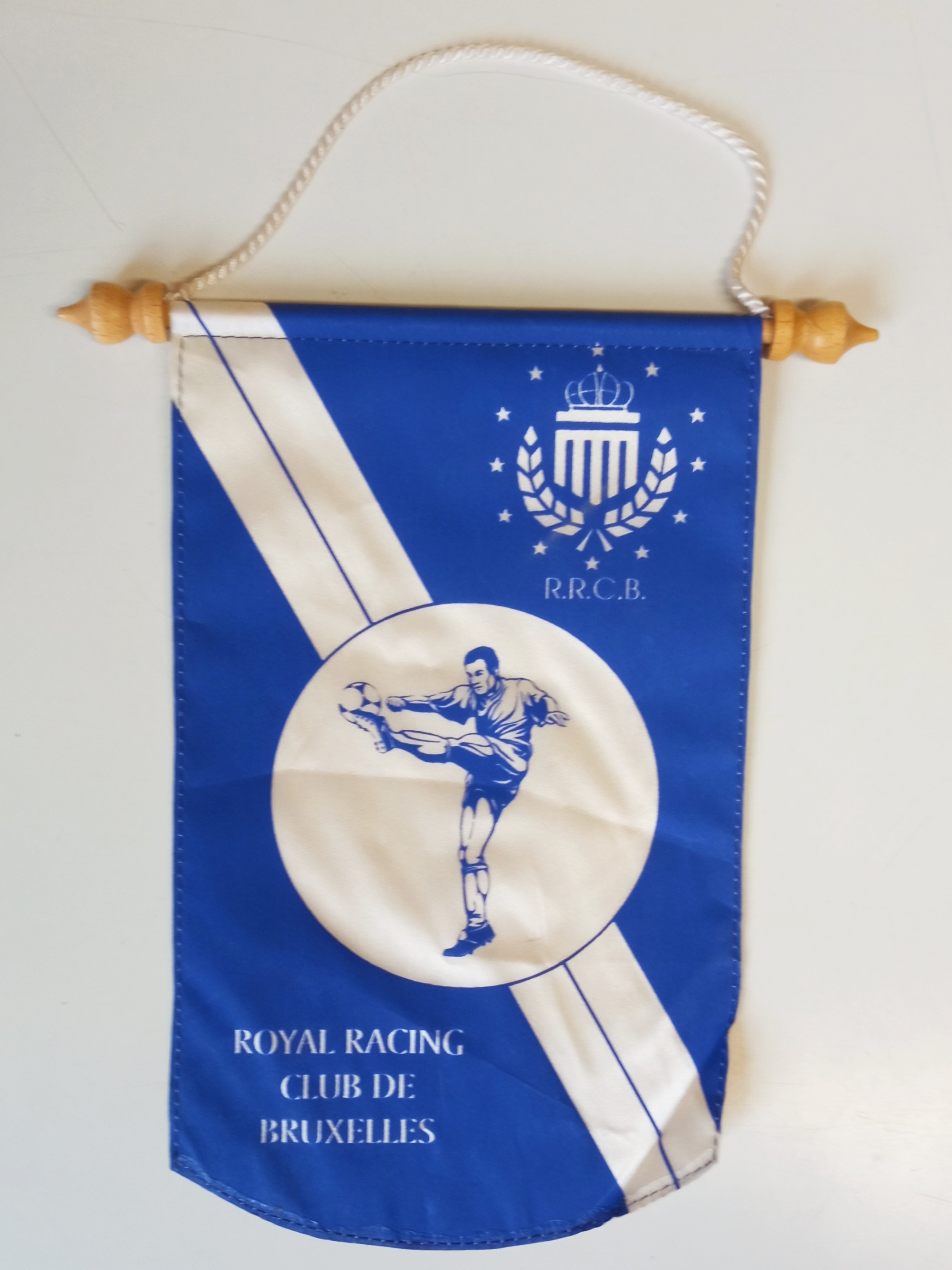
Fanion du RRC Bruxelles.

Le matricule continue sous le nom de R. FC Rhodienne-Verrewinkel. 
L'URBSFA établit les classements sur base du matricule.

### Palmarès
- 6 fois champion de Belgique en 1897, 1900, 1901, 1902, 1903 et 1908.
- Vainqueur de la Coupe de Belgique en 1912.
- 3 fois champion de Belgique de Division 2 en 1926, 1932 et 1942.
- 2 fois champion de Belgique de Division 3 en 1938 et 1959.

### Bilan
| Niv | Divisions     | Jouées | Titres | TM Up | TM Down |
| --- | ------------- | ------ | ------ | ----- | ------- |
| I   | 1re nationale | 40     | 6      |       | 1       |
| II  | 2e nationale  | 15     | 3      |       | 1       |
| III | 3e nationale  | 5      | 2      |       |         |
| IV  | 4e nationale  | 0      | 0      |       |         |
| V   | 5e nationale  | 0      | 0      |       |         |
|     |               |        |        |       |         |
|     | TOTAUX        | 60     | 11     | 0     | 2       |

- TM Up : test-match pour départager des égalités, ou toutes formes de Barrages ou de Tour final pour une montée éventuelle.
- TM Down : test-match pour départager des égalités, ou toutes formes de Barrages ou de Tour final pour le maintien.

## Terrains et stades

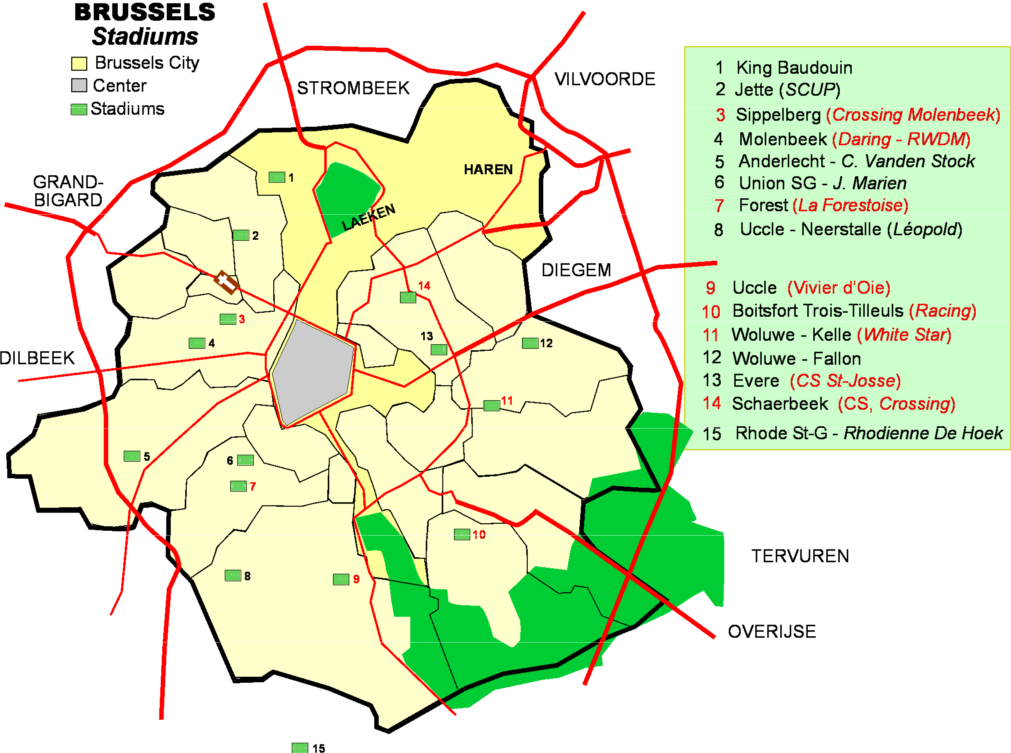

- 1894 : Koekelberg, site de la Basilique actuelle.
- 1895 : Uccle, site de Longchamps.
- 1902 – Uccle, Stade du Vivier d'Oie (le 1er match international Belgique-France a lieu sur ce terrain en 1904).
- 1948 – Watermael-Boitsfort, Stade des Trois Tilleuls.
- 1954 - Bruxelles, stade du Heysel.
- 1962 - Rhode-Saint-Genèse, Wauterbosstadion.

## Personnalités

### Dirigeants
- Louis Muhlinghaus - Secrétaire du Racing CB, il fut une des chevilles ouvrières de la fondation de l'UBSSA en 1895, puis de la création de la FIFA en 1904. Il fut le 1e Secrétaire-général de la fédération mondiale de 1904 à 1906.

### Grands joueurs
- Maurice Bunyan : meilleur buteur des championnats de Belgique 1912 et 1914, vainqueur de la Coupe de Belgique 1912, il inscrit au total 150 buts en 158 matches pour le Racing.
- Cyrille Bunyan : Unique buteur lors de la finale de la Coupe de Belgique 1912.
- Camille Nys :  vainqueur de la Coupe de Belgique 1912, international à 4 reprises alors qu'il jouait pour le Standard
- Alphonse Wright : anglais qui fut international belge (voir ci-dessous)

### Internationaux
25 joueurs du Racing CB ont été sélectionnés en équipe nationale belge :
- Jan De Bie - 37 sélections de 1920 à 30, champion olympique 1920 à Anvers
- Camille Van Hoorden - cinq fois champion de Belgique, vainqueur de la Coupe de Belgique 1912, 24 sélections de 1904 à 1912
- Jacques Moeschal - 23 sélections de 1928 à 1931, participation à la CM 1930 en Uruguay
- Emile Andrieu - quatre fois champion de Belgique, vainqueur de la Coupe de Belgique 1912, 18 sélections de 1905 à 1913
- Gaston Hubin - 12 sélections de 1912 à 1914
- Hector "Tasson" Raemaekers - deux fois champion de Belgique, vainqueur de la Coupe de Belgique 1912, 12 sélections de 1905 à 1913
- Robert Hustin - 10 sélections de 1905 à 1909
- Jules Lavigne - 10 sélections de 1928 à 1932
- Fernand Goossens - 7 sélections de 1908 à 1910
- Maurice De Coster - 5 sélections de 1913 à 1914
- Alphonse Wright -  champion de Belgique 1908, vainqueur de la Coupe de Belgique 1912, 5 sélections de 1906 à 1907[3].
- Laurent Theunen - 4 sélections de 1904 à 1909
- Maurice Vertongen - 4 sélections de 1907 à 1909
- Henri Leroy - 3 sélections en 1908
- Jules Mayné - 3 sélections de 1912 à 1913
- Adolphe Becquevort -  vainqueur de la Coupe de Belgique 1912, 2 sélections en 1913
- Fernand Brichant - 2 sélections en 1914
- Henri Dedecker - 2 sélections en 1905
- Georges Mathot - 2 sélections en 1908
- Jacques Sterckval - 2 sélections en 1909
- Fernand Voussure - 2 sélections de 1944 à 1945
- Arthur Ceuleers - deux fois champion de Belgique et meilleur buteur de la D1 avec le Beerschot, fêta sa 5e et dernière sélection en tant que Racingman en 1948
- Georges Queritet - 1 sélection en 1904
- Guillaume Vanden Houten - 1 sélection en 1921
- Jef Vliers - 1 sélection en 1955

### Entraîneurs
- Charles Bunyan : de 1909 à 1911.